# 扎爾瓦尼齊察 (特諾皮爾州)
49°13′8″N 25°22′9″E / 49.21889°N 25.36917°E
扎爾瓦尼察（羅馬化：Zarvanytsia）是位於烏克蘭西部特諾皮爾州裏特諾皮爾區的村莊，處於斯特里帕河畔，始建於1458年，面積2.27平方公里，海拔高度328米，2001年人口342。